# Mamas Rendezvous mit einem Vampir
Die Filmkomödie Mamas Rendezvous mit einem Vampir (Mom’s Got a Date with a Vampire) wurde im Jahr 2000 unter der Regie von Steve Boyum produziert. Gedreht wurde sie in Toronto, Kanada.

## Handlung
Chelsea Hansen will sich mit ihrem Freund treffen, ihr Bruder Adam will ein Konzert besuchen. Ihre Mutter Lynette lässt sie nicht aus dem Haus, daher verschaffen die Kinder ihrer Mutter im Internet eine Verabredung mit Dimitri Denatos.
Das dritte Kind, Taylor, meint, Dimitri sei ein Vampir. Die Geschwister entdecken, dass er recht hat. Sie bitten Malachi Van Helsing um Hilfe und jagen den Vampir.

## Kritiken
TV Spielfilm schrieb, der Film sei „sehr sterile Disney-Komödie“ und erkennt, dass eine „ziemlich dämliche Story allzu routiniert runtergespult [wird].“

„Bei diesem Film handelt es sich um eine TV Produktion des Disneykonzerns, die 2000 kurz vor Halloween auf dem hauseigenen Fernsehsender ausgestrahlt wurde. Und wie es sich bei einem Werk dieser Firma sicherlich leicht vermuten lässt, handelt es sich hier natürlich um solide amerikanische Familienunterhaltung, die niemandem weh tut. Mit gruseliger Atmosphäre oder gar blutigem Splatterfeuerwerk hat ja auch wohl niemand gerechnet, dennoch handelt es sich hier nicht unbedingt um einen langweiligen Kinderfilm, denn es gibt hier durchaus einige pfiffige Szenen, die besonders oft auf das Konto des jüngsten Darstellers Miles Jeffrey, der den Taylor Hanssen gibt, gehen. […]“

Prisma nennt den Film eine „Komödie für die ganze Familie“.

## Auszeichnungen
- Young Artist Award für Myles Jeffrey im Jahr 2001
- Nominierungen für den Young Artist Award für Matt O’Leary, Laura Vandervoort und als bester Familienfilm 2001